# Niedźwiady (jezioro)
Niedźwiady – niewielkie jezioro znajdujące się w Polsce, w województwie kujawsko-pomorskim, w powiecie żnińskim, w gminie Rogowo, na południowy zachód od wsi Niedźwiady. Jezioro otoczone jest obszarami rolniczymi, niedaleko znajduje się niewielki las.